# مملكة تونغنينغ
مملكة تونغنينغ (بالصينية: 東寧王國) أو مملكة فورموزا كانت إحدى حكومات قومية الهان التي سيطرت على جزء من جنوب غرب جزيرة فورموزا (تايوان) بين عام 1661 وعام 1683. تلت هذه المملكة أسرة مينغ، وكان مؤسسها كوشينغا بعد تدمير قوة أسرة مينج من قبل مانتشو. كان كوشينغا ابنا لقرصان اعتبر نفسه وفياً لأسرة مينغ وسعى لقيادة جنوده إلى تايوان لاستخدامها كقاعدة لاسترجاع بر الصين الرئيسي إلى أسرة مينغ. كان شعار مملكة تونغنينغ هو، "اهزموا التشينغ واستعيدوا المينغ.

خريطة مملكة تونغنينغ

أسسها كوكشينغا (تشنغ شينغونغ Zheng Chenggong) كجزء من الحركة الموالية لاستعادة سلالة مينغ للحكم في الصين بعد أن أطاحت بها أسرة تشينغ التي قادها المانشو. أمِل كوشينغا في استعادة البر الرئيسي الصيني من تشينغ، باستخدام الجزيرة كقاعدة للعمليات. حُكمت المملكة قبل أن تُضم لأسرة تشينغ في عام 1683 من قبل ورثة كوشينغا، أسرة كوشينغا.

## خلفية تاريخية

### الاستيلاء على تايوان وتأسيس مملكة تشنغ
بعد هزيمة أسرة مينغ، قدم «المانشو تشينغ Manchu Qing» العديد من كبار المسؤولين والقادة العسكريين في مينغ إلى المحاكم التابعة لتشينغ مقابل وقف أنشطة المقاومة. قبِل الأميرال المينغي ووالد كوشينغا، «تشنغ تشيلونغ Zheng Zhilong» بالعرض المقدم من أسرة تشينغ، لكن قُبض عليه في ما بعد وأُعدم لعدم تنازله عن سلطة قواته العسكرية لصالح قضية تشينغ عندما طُلب منه ذلك. تعهد كوشينغا بعد معرفته بالأمر أثناء متابعته للدراسة في الخارج بتولي منصب والده وقيادة قواته المتبقية من أجل إعادة تأسيس حكم أسرة مينغ في الصين. استطاع كوشينغا بمساعدة المترجم «هو-بين»، الذي عمل لصالح شركة الهند الشرقية الهولندية، أثناء سيطرة تشينغ على معظم مناطق الصين، اكتشاف المزايا الاستراتيجية والمكانية التي وفرها احتلال تايوان. حشد كوشينغا، الذي زوده هو-بين بخرائط الجزيرة، قواته التي قُدرت بنحو 400 سفينة و25000 جندي، واستولت على بيسكادوريس (المعروفة أيضًا باسم جزر بينغو) للاستفادة منها كنقطة انطلاق إستراتيجية لغزو تايوان الواقعة تحت سيطرة الهولنديين في تلك الفترة.

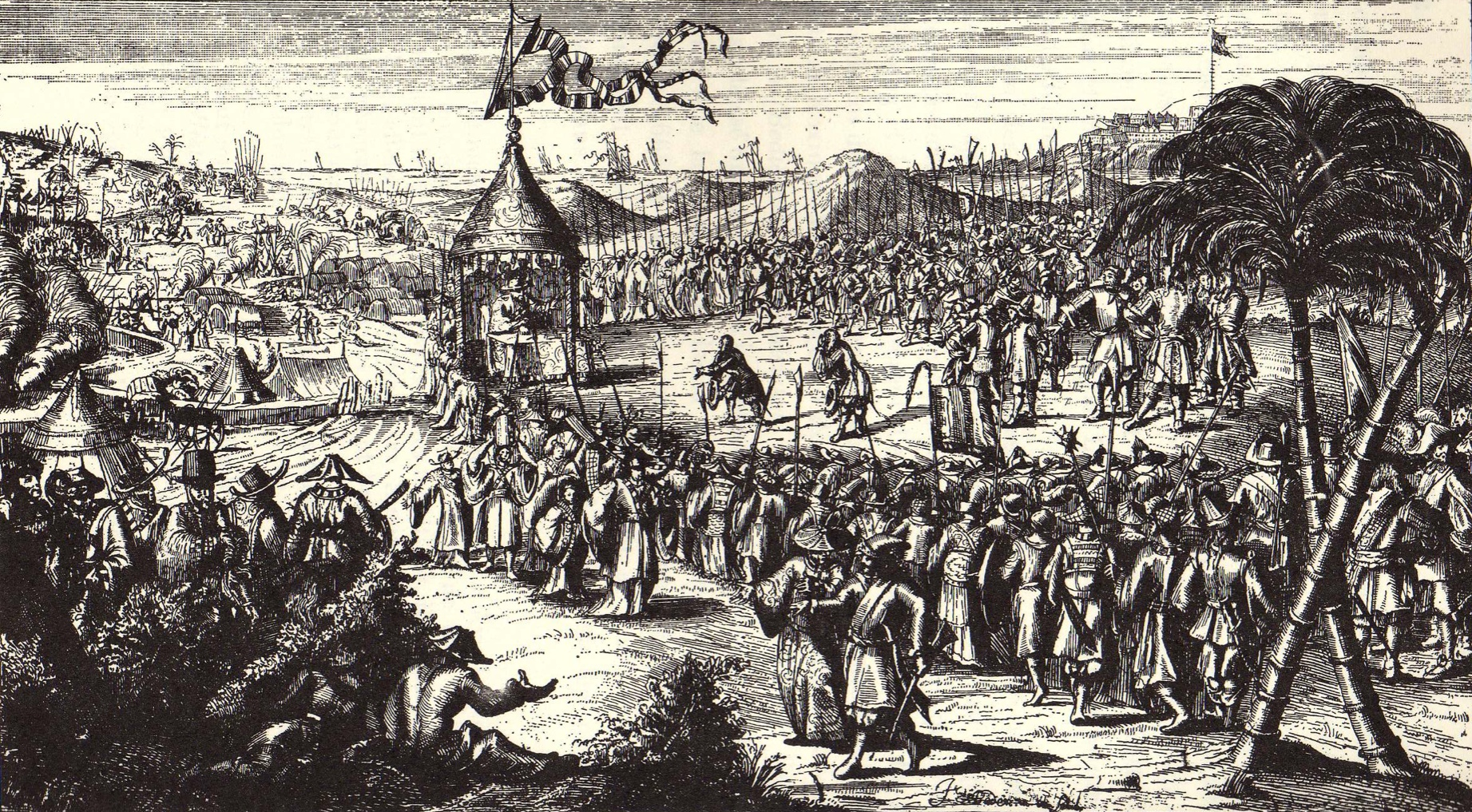
كوشينغا يتسلم الاستسلام الهولندي يوم 1 فبراير عام 1662

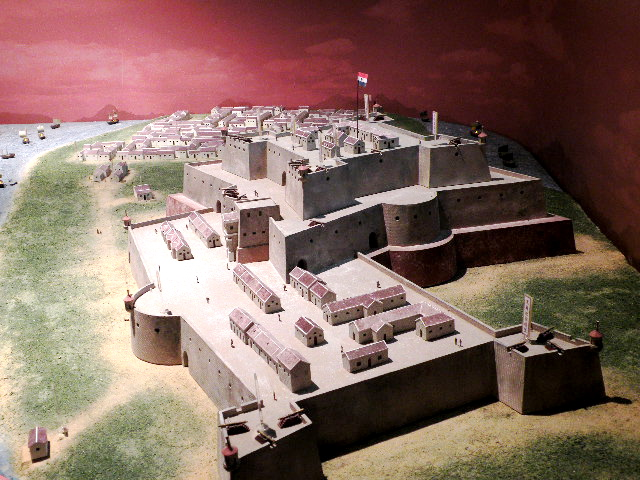
حصن زيلانديا الذي شيدته شركة الهند الشرقية الهولندية

في عام 1661، اقتحم أسطول كوشينغا قناة لاكيموس، ورست قواته في محيط حصن بروفينتيا. في أقل من عام، استولى عليه وحاصر حصن زيلانديا؛ مع عدم وجود مساعدة خارجية قادمة، فاوض فريدريك كوييت، الحاكم الهولندي، على معاهدة سلّم بموجبها الهولنديون الحصن وتركوا جميع السلع والممتلكات التابعة لشركة الهند الشرقية الهولندية. بالمقابل، سُمح لمعظم المسؤولين والجنود والمدنيين الهولنديين بالمغادرة مع أغراضهم ومستلزماتهم الشخصية والعودة إلى باتافيا (جاكرتا حاليًا، إندونيسيا)، وأنهوا بذلك 38 عامًا من الحكم الاستعماري الهولندي في تايوان. ومع ذلك، احتجز كوشينغا بعض «النساء والأطفال والكهنة» الهولنديين كسجناء. ثم قام بجولة تفقدية مع فرقة تضم نحو 100000 جندي «ليشاهد بأم عينه اتساع وظروف ملكيته الجديدة».
مدركًا أن عملية تطوير قواته في تايوان لتشكل تهديد كافٍ لإزاحة أسرة تشينغ ستحتاج وقتًا طويلًا، بدأ كوشينغا في تحويل تايوان إلى مركز حكم مؤقت تابع للحركة الموالية في جنوب مينغ. وكي تحل محل نظام الحكم الهولندي المتبع سابقًا في تايوان، أنشأ كوشينغا أول نظام حكم صيني في تايوان القائم على أسلوب حكم أسرة مينغ. قُسم نظام الحكم هذا إلى ست إدارات: الخدمات المدنية، والإيرادات، والشعائر، والحرب، والعقوبات، والأعمال العامة. بُذلت جهود عديدة لإضفاء الرمزية لصالح تأييد شرعية مينغ، ومثال على ذلك استخدام مصطلح غوان بدلًا من بو لتسمية الإدارات، إذ إن الأخير مخصص للحكومة المركزية في الوقت الذي كانت فيه تايوان مقرًا إقليميًا لحكم مينغ الشرعي للصين. غيّر كوشينغا اسم فورموزا (تايوان) إلى تونغتو، رغم أن ابنه تشنغ جينغ أُعاد تغييره لاحقًا إلى تونغنينغ.

### التطور

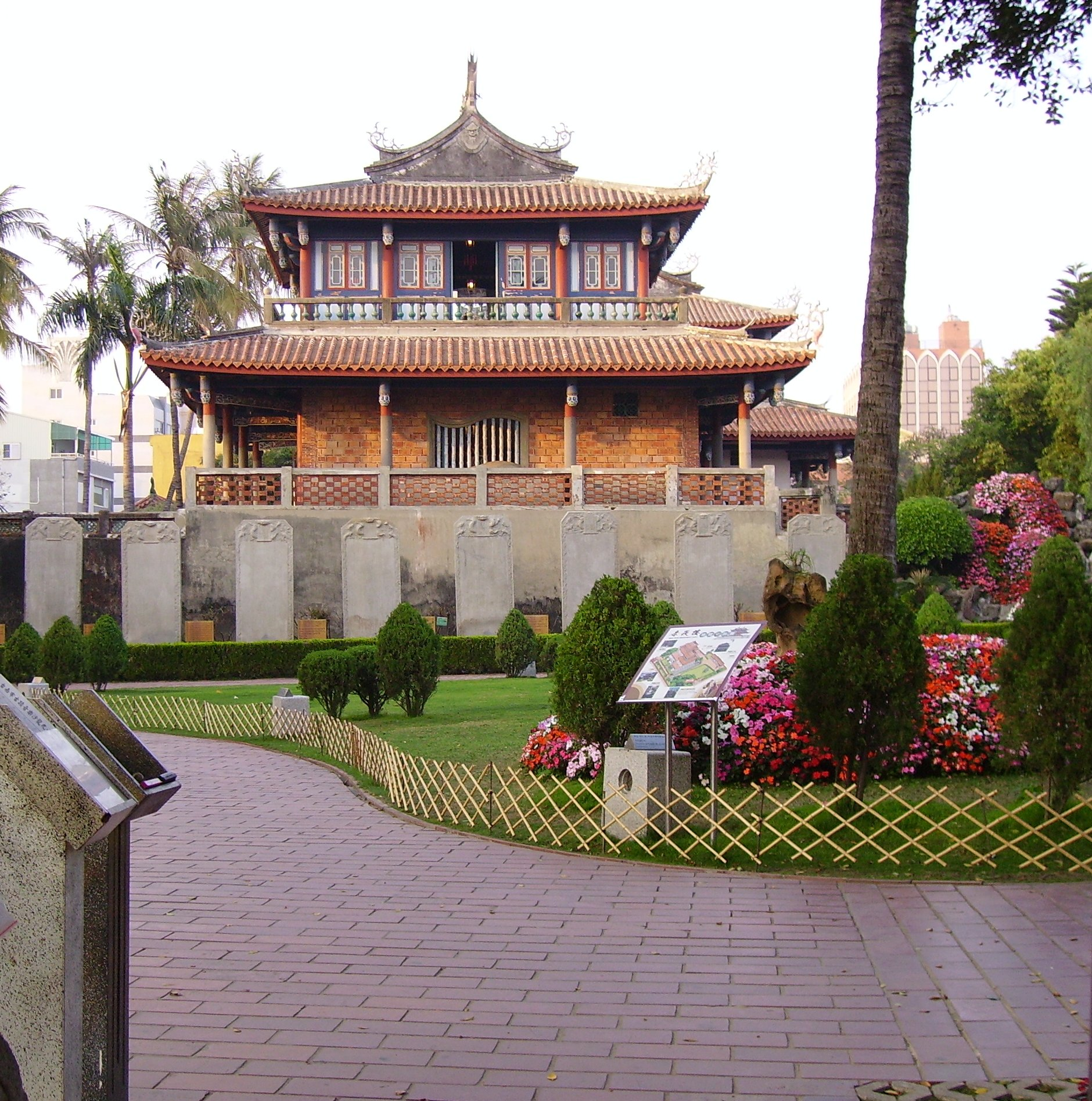
برج تشيهكان في موقع حصن بروفينتيا الذي أضحى مكتب كوشينغا بعد استيلائه على الموقع الذي كان تابعًا للهولنديين

اعتُبر النقص الحاد في الغذاء المشكلة الأكثر إلحاحًا التي واجهها كوشينغا بعد الغزو الناجح لتايوان. أشارت التقديرات إلى أن عدد سكان تايوان قبل غزو كوشينغا لم يزد عن 100,000 شخص، ومع ذلك، فإن جيش تشنغ الأولي مع العائلة والمحتجزين الذين استقروا في تايوان يُقدر بنحو 30,000 كحد أدنى. وضع كوشينغا سياسة تونتيان لمعالجة النقص في المواد الغذائية، إذ خدم الجنود ضمن وظيفة ثانية في المزارع في أوقات عدم تكليفهم بالخدمة الفعلية في كتيبة الحراسة. لم يُدخر أي جهد لضمان التنفيذ الناجح لهذه السياسة بهدف تطوير تايوان وتحويلها إلى جزيرة مكتفية ذاتيًا، ووُضعت سلسلة من سياسات الأراضي والضرائب لتشجيع التوسع في الأراضي الخصبة وزراعتها لزيادة قدرات إنتاج الغذاء. استُردت الأراضي التابعة سابقًا للهولنديين على الفور ووُزعت ملكيتها على موظفي كوشينغا الموثوقين والأقارب للإشراف على تأجير هذه الأراضي للمزارعين الريفيين، مع تطوير الأراضي الزراعية الأخرى بشكل صحيح في الجنوب، ومتابعة الأراضي المستردة التابعة للسكان الأصليين وتطهيرها وزراعتها في الشرق بشكل حثيث. طُبقت سياسة متباينة للضرائب بهدف تشجيع التوسع في أراضي زراعية جديدة، إذ تُفرض الضرائب على الأراضي الخصبة المستردة حديثًا لنظام تشنغ بمعدل أقل بكثير من تلك المستصلحة من قبل الهولنديين، والتي تُعتبر «أرضًا رسمية».
بعد وفاة كوشينغا في عام 1662 على أثر إصابته بالملاريا، استولى ابنه تشنغ جينغ على نظام تشنغ، وقاد ما تبقى من 7000 من القوات الموالية لمينغ إلى تايوان. بالخلاف مع توجهات والده، حاول جينغ تحقيق السلام مع تشينغ عن طريق السفر إلى بكين والتفاوض لتحويل تايوان إلى دولة تتمتع بالحكم الذاتي، لكنه رفض قبول الشروط الإلزامية من أسلوب شعر المانشو وتقديم جزية منتظمة من المال والجنود. ردًا على غارات تشنغ جينغ، وفي محاولة لتجويع القوات في تايوان، أصدر تشينغ قرارًا بنقل جميع البلدات والموانئ الساحلية الجنوبية التي كانت هدفًا لغارات أسطول تشنغ التي وفرت الإمدادات للمقاومة. أدى ذلك بشكل كبير إلى نتائج عكسية، وحدثت ست موجات رئيسية من الهجرة من هذه المناطق إلى تايوان منذ 1662-4 بسبب المصاعب الشديدة التي تكبدتها سياسة النقل هذه. في خطوة للاستفادة من خطأ تشينغ هذا، شجع تشنغ جينغ الهجرة إلى تايوان من خلال الوعد بفرصة الحصول على ملكية الأراضي الشرقية المجانية والعمل بها مقابل الخدمة العسكرية الإلزامية من قبل جميع الذكور في حالة الحاجة إلى الدفاع عن الجزيرة ضد كينغ الغزاة. انتقل نحو 1000 مسؤول حكومي سابق في مينغ إلى تايوان هربًا من اضطهاد تشينغ.
جند تشنغ جينغ أيضًا معلمه القديم تشن يونغ-هوا، وسلمه معظم الشؤون الحكومية الرسمية، ما أدى إلى إنشاء العديد من السياسات التنموية الهامة لتايوان في مجالات التعليم، والزراعة، والتجارة، والصناعة، والاقتصاد، بالإضافة إلى فرض نظام ضريبي قاسٍ مشابه للنظام الضريبي الذي طبقه المستعمرون الهولنديون سابقًا. سرعان ما شهدت تايوان إنشاء مدارس لغة صينية لكل من السكان الصينيين والسكان الأصليين، وتوحيد الجهود لإزالة الفروقات الدينية واللغوية والثقافية الناجمة عن السياسات الهولندية، وتعزيز الوحدة الاجتماعية والثقافية الصينية، بالتوازي مع التوسع في المدن والأراضي الزراعية في الجنوب والشرق. تجسدت هذه الجهود في الإغلاق النهائي لجميع المدارس والكنائس الأوروبية المسيحية في تايوان، وفتح المعابد الكونفوشية ومؤسسة امتحانات الخدمة المدنية الكونفوشية للتماشي مع نظام التعليم الكونفوشي المُطبق. يعود الفضل إلى تشن يونغ-هوا في إدخال تقنيات زراعية جديدة، مثل تخزين المياه لفترات الجفاف السنوية، والزراعة المتعمدة لقصب السكر بهدف استخدامه كمحصول نقدي للتجارة مع الأوروبيين، بالإضافة إلى تفعيل آلية الوحدة التعاونية لتكرير السكر بكميات أكبر. أصبحت الجزيرة أكثر اكتفاءً من الناحية الاقتصادية مع إدخال تشن لعملية تجفيف الملح الجماعي عن طريق التبخر، ما أدى إلى تصنيع ملح ذي جودة أعلى بكثير من الملح المصنع من رواسب الصخور التي اعتُبرت نادرة جدًا في تايوان. احتكر الهولنديون في السابق تجارة بعض السلع مع قبائل السكان الأصليين في جميع أنحاء تايوان، ولم يتوقف هذا الاحتكار التجاري في فترة حكم تشنغ، بل تحول إلى نظام خصخصة الحصص لاستغلال القبائل الأصلية بهدف المساهمة في التجارة الدولية. بدأت التجارة مع البريطانيين منذ عام 1670 حتى نهاية نظام تشنغ، لكنها بقيت محدودة بسبب احتكار تشنغ تجارةَ قصب السكر وجلود الغزلان، فضلًا عن عدم قدرة البريطانيين على مجاراة أسعار سلع شرق آسيا بهدف إعادة بيعها. طوال فترة وجودها، عانت تونغينغ من حظر بحري طبقته سلالة تشينغ (هايجين)، إذ اقتصرت تجارتها مع الصين القارية على العلاقات التجارية مع المهربين. بغض النظر عن البريطانيين، ارتبطت تجارة تشنغ الرئيسية مع اليابانيين والهولنديين، بالإضافة إلى وجود أدلة على علاقات تجارية مع العديد من الدول الآسيوية.
انتصرت القوات البحرية التابعة لتشنغ جينغ على فيلق اتحاد قوات تشينغ-الهولندية بقيادة الجنرال ما دي غونغ قائد جيش سلالة الهان في عام 1664، والذي قُتل في المعركة من قبل أسطول تشنغ.
نهب الهولنديون الآثار وقتلوا الرهبان بعد مهاجمتهم أحد المجمعات البوذية في بوتوشان الواقعة في جزر تشوشان في عام 1665 خلال حربهم ضد تشنغ جينغ نجل تشنغ تشينغونغ.
أعدم أسطول تشنغ جينغ أربعة وثلاثين بحارًا هولنديًا وأغرق ثمانية آخرين بعد قيامهم بكمين نهبوا فيه سفينة الفلويت الهولندية (كيلينبورغ) وأغرقوها عام 1672 في شمال شرق تايوان. تمكن 21 بحارًا هولنديًا فقط من الفرار إلى اليابان، إذ كانت السفينة في طريقها من ناغازاكي إلى باتافيا في مهمة تجارية.